# فردریک کیزل
فردریک کیزل (به فرانسوی: Frédéric Kiesel) نویسنده، شاعر و روزنامه‌نگار به زبان فرانسوی ،قرن بیستم میلادی اهل بلژیک بود.